# Pénzvonat

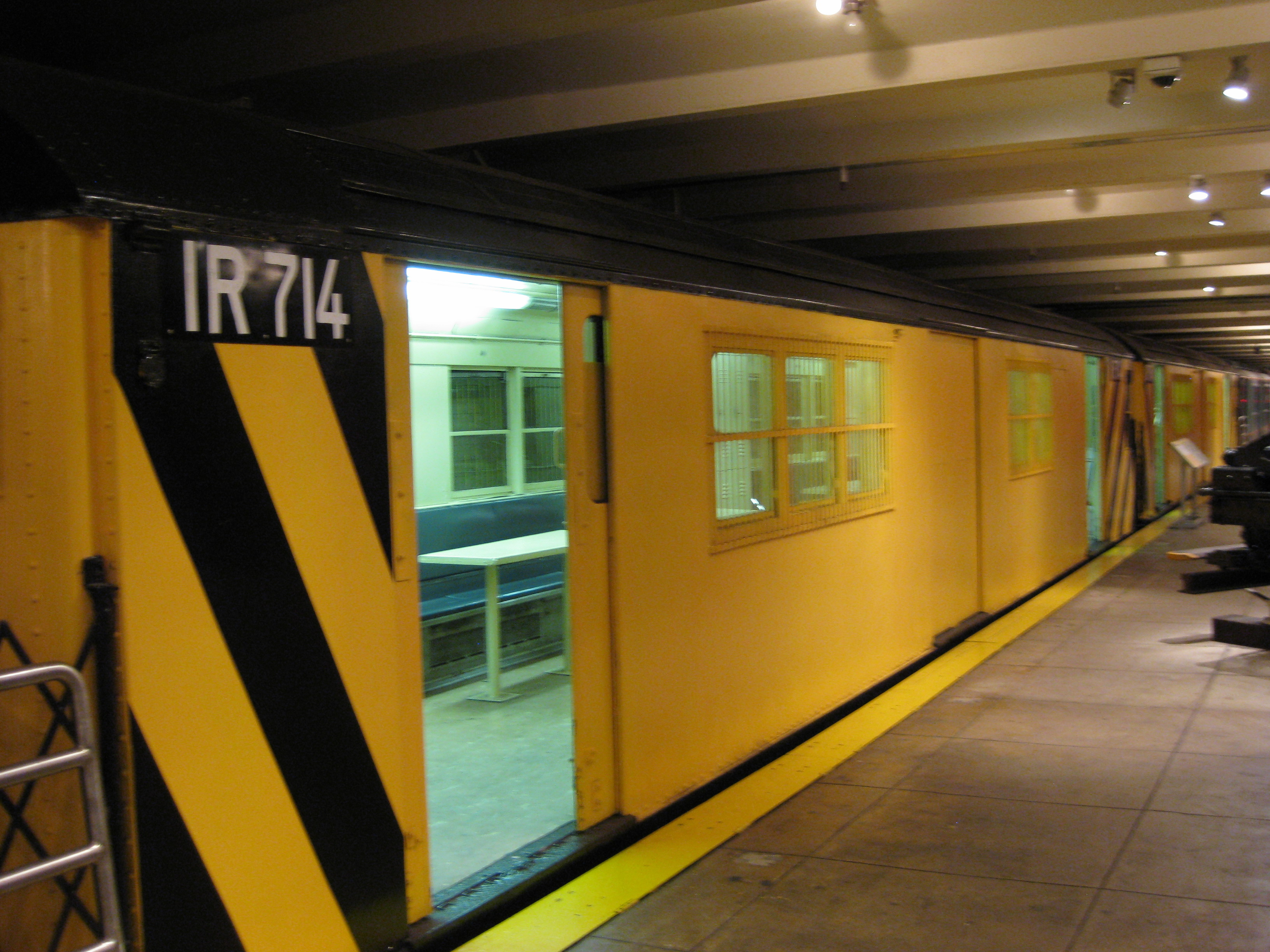
A New York-i metró pénzszállító kocsija a New York Közlekedési múzeumban

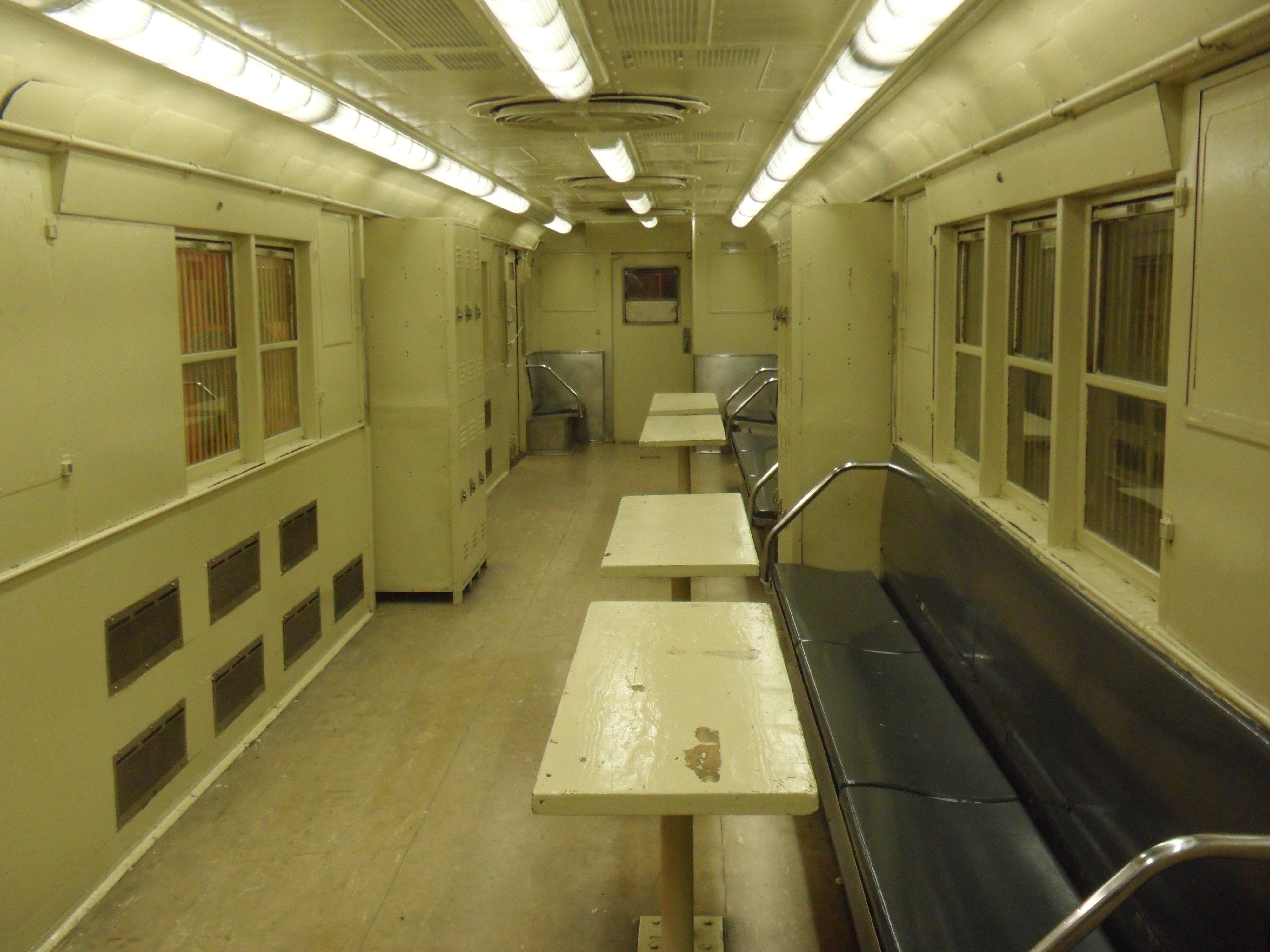
Egy pénzszállító kocsi belseje

A pénzvonat egy vagy több vasúti kocsi, amelyet a metrórendszer állomásairól származó viteldíj-beszedési bevételek összegyűjtésére és feldolgozás céljából egy központi helyre történő visszaszállításra használnak. Ezt a vonatot általában a rendőrség egy speciális ága, a tranzitrendőrség felügyeli a rablások megakadályozása érdekében. A pénzt hatalmas zsákokban szállítják.

## Története
A New York-i metrón egy „pénzvonatot” először 1905-ben említettek, egy évvel a rendszer megnyitása után. Vonataikat a forgalomból kivont metrókocsikból alakították át. Ez azóta megszűnt, az utolsó szolgáltatás 2006 januárjában közlekedett. A pénzszállító metrókocsik közül kettő a brooklyn-i New York Közlekedési múzeumba költözött.
A vonat használatára azért volt szükség, mert nehézségekbe ütközött a felszíni közúti közlekedéssel az összes metróállomásra való eljutás, valamint mivel a metró minden állomásra eljut, ezért maga a vasúti rendszer használható a pénz összegyűjtésére a jegykiadó automatákból és a pénztárakból.
A szingapúri Mass Rapid Transit rendszer négykocsis pénzvonatot vezetett be, amikor a rendszert 1987-ben üzembe helyezték. A készpénzt az állomásokról a Bishan kocsiszínbe szállították. A készpénzhasználat visszaszorulása miatt a pénzvonatot 2007-ben megszüntették.
Az egyre terjedő alternatív jegyvásárlási lehetőségekkel együtt a tömegközlekedésben a készpénzhasználat jelentősége csökken, így a pénzbegyűjtés nagysága is. A pénzvonatok így lassan mindenhonnan eltűnnek.

## A filmekben
Az 1995-ben bemutatott Pénzvonat című amerikai filmben két jóbarát, akik a metrónál dolgoznak, megpróbálnak kirabolni egy pénzszállító metrót.